# Laia Codina
Laia Codina Panedas (født 22. januar 2000) er en spansk professionel fodboldspiller, der spiller som midterforsvarer for Liga F-klubben FC Barcelona og det spanske kvindelandshold. Hun har repræsenteret Spanien på flere ungdomslandshold.